# Sitthixay Sacpraseuth
Sitthixay Sacpraseuth (ur. 15 marca 1959) – laotański lekkoatleta, sprinter.
Brał udział w igrzyskach olimpijskich w 1980 i 1992. W Moskwie wystąpił w biegu na 200 metrów, w którym odpadł w pierwszej rundzie zajmując ostatnie, 7. miejsce w swoim biegu eliminacyjnym z czasem 24,28, natomiast w Barcelonie wystartował na dystansie dwukrotnie krótszym i także zakończył rywalizację na pierwszej rundzie plasując się na ostatniej, 8. pozycji w swoim biegu eliminacyjnym z czasem 12,02. Jest najstarszym laotańskim olimpijczykiem. Był też chorążym kadry Laosu na igrzyskach w 1988, mimo iż na nich nie wystąpił.

## Rekordy życiowe
- Bieg na 100 metrów – 11,37 (1982)
- Bieg na 200 metrów – 23,23 ( Nowe Delhi, 30 listopada 1982)